# Otto Stobbe
Johann Ernst Otto Stobbe, född den 28 juni 1831 i Königsberg (nuvarande Kaliningrad), död den 19 maj 1887 i Leipzig, var en tysk rättshistoriker.
Stobbe blev 1853 juris doktor, 1855 docent och 1856 professor, allt i Königsberg, varifrån han 1859 flyttade till Breslau. År 1871 antog han kallelse till professur i Leipzig. Hans huvudarbeten, Geschichte der deutschen Rechtsquellen (2 band, 1860-64; översatt till italienska) och Handbuch des deutschen Privatrechts (5 band, 1871-85; 3:e upplagan 1893-1900), räknades på sin tid som mönstergilla uppslagsböcker. Bland hans många övriga skrifter kan nämnas Zur Geschichte des deutschen Vertragsrechts (1855), Beiträge zur Geschichte des deutschen Rechts (ett flertal uppsatser, 1865) och Die Juden in Deutschland während des Mittelalters (1866). Därtill kommer Die Auflassung des deutschen Rechts (i Rudolf von Jherings "Jahrbücher für die Dogmatik des bürgerlichen Rechts" 1873) och Zur Geschichte des älteren deutschen Konkursprozesses (utgiven efter Stobbes död, 1888). En utförlig biografi med bibliografi över Stobbe (av Emil Friedberg) utkom 1887.